# 谢尔盖·季吉普科
谢尔盖·列昂尼多维奇·季吉普科（烏克蘭語：Сергій Леонідович Тiгiпко，1960年2月13日—），烏克蘭政治家、企業家。
出生於摩爾多瓦森傑雷區Drăgănești。1982年畢業於第聂伯罗彼得罗夫斯克冶金研究所（今烏克蘭國立冶金學院）工程冶金專業。1982年至1984年在蘇聯陸軍中服役。退役後曾在第聂伯罗彼得罗夫斯克的共青团中任職。蘇聯解體後棄政從商，與伊戈尔·科洛莫伊斯基、根纳季·博戈柳博夫共同創辦PrivatBank。至1997年，該銀行已從一個小型區域性銀行發展成了東歐最大的私人銀行之一。
自1994年11月起，他成為烏克蘭總統列昂尼德·库奇马的貨幣政策顧問，協助他於1996年引入新的貨幣格里夫纳。為了避免政治角色同商業角色發生利益衝突，他退出了自己在PrivatBank的股份。1997年至1999年期間任經濟部長。2000年至2004年期間任烏克蘭國家銀行行長。2010年參加總統選舉，但落敗。隨後，在2010年2012年期間任副總理兼社會政策部部長。
2014年參加總統選舉，在競選中他反對烏克蘭東部的分離主義勢力，但主張權力下放。他稱俄羅斯是入侵克里米亞的侵略者，但反對加入北約，認為加入北約會使國家徹底陷入分裂。最終他得到5.23%選票，落敗。